# Nesoryzomys darwini
Nesoryzomys darwini és una espècie extinta de rosegador de la família dels cricètids. Era endèmic de les illes Galápagos (Equador). No se sap gaire cosa sobre el seu hàbitat i la seva història natural. Es creu que la causa de la seva extinció fou la introducció de rates negres, ratolins comuns i rates comunes a l'arxipèlag, tant per la competència directa amb aquestes espècies com per l'impacte dels patògens que portaven.
L'espècie fou anomenada en honor del naturalista britànic Charles Darwin.